# Гулгельдыев, Даянч Яранович
Даянч Яранович Гулгельдыев (туркм. Daýanç Gulgeldiýew) — туркменский спортсмен, государственный деятель.

## Биография
Родился 20 сентября 1980 года в Бахерденском районе Ашхабадской области.
В 2003 году окончил Национальный институт спорта и туризма Туркменистана. По специальности — тренер, юрист-менеджер.
2009—2011 — слушатель курсов переподготовки служащих государственного аппарата Академии государственной службы при Президенте Туркменистана.

## Спортивная карьера
Участник Чемпионата мира по греко-римской борьбе среди юниоров 2001 года (весовая категория до 69 кг). Результат — 14-е место.
Участник Азиатских игр 2006 года (греко-римская борьба, весовая категория до 74 кг). Результат — 11-е место.

## Государственная карьера
2005—2006 — методист средней спортивной школы «Олимп» (Ашхабад).
2006—2009 — главный специалист в Государственном комитете Туркменистана по туризму и спорту.
2011—2013 — главный специалист отдела спорта, начальник отдела международных отношений Государственного комитета Туркменистана по туризму и спорту.
2013—2017 — председатель Исполнительного комитета по подготовке к V Азиатским играм в закрытых помещениях и по боевым искусствам.
С декабря 2017 года — генеральный директор управления Олимпийским городком города Ашхабада.
С 26.01.2018 — 05.06.2020 министр спорта и молодежной политики Туркменистана.

## Награды и звания
- медаль «Magtymguly Pyragy»
- медаль «Watana bolan söýgüsi üçin»
- юбилейный медаль «Garaşsyz, Baky Bitarap Türkmenistan»,
- юбилейный медаль «Türkmenistanyň Garaşsyzlygynyň 25 ýyllygyna».